# Filottrano
Filottrano là một đô thị ở tỉnh Ancona trong vùng Marche, nằm cách 25 km về phía tây nam của Ancona. Tại thời điểm ngày 31 tháng 12 năm 2004, đô thị này có dân số 9.449 và diện tích là 70,2 km².
Đô thị Filottrano có các frazioni (các đơn vị trực thuộc, chủ yếu là các làng) Montoro, Tornazzano, S. Biagio, S. Ignazio, và Bartoluccio.
Filottrano giáp các đô thị sau: Appignano, Cingoli, Jesi, Montefano, Osimo, Santa Maria Nuova.